# Осоковка
Осоковка (укр.  Осоківка) — село,
Николаевский сельский совет,
Двуречанский район,
Харьковская область, Украина.
Присоединено к селу Николаевка в ? году.

## Географическое положение
Село Осоковка находится в балке Вишневая, примыкает к селу Николаевка.

## История
Присоединено к селу Николаевка в ? году.

## Достопримечательности
- Энтомологический заказник местного значения «Осоковский». Площа 25,0 га. На склонах балок сохранились фрагменты редких растительных группировок. Тут представлен комплекс степных и луговых насекомых, связанных с соответствующими растительными формациями, в том числе редкие виды, занесенные в Красные книги разного ранга: дыбка степная, усач земляной крестоносец, сколия степная, махаон, бражник скабиозовый, синявец римнус.[1]